# Kamagaya
Kamagaya (japanska: 鎌ケ谷市?, Kamagaya-shi) är en stad i den japanska prefekturen Chiba på den östra delen av ön Honshu. Den ingår i Tokyos storstadsområde och har cirka 110 000 invånare. Kamagaya fick stadsrättigheter 1 september 1971.